# Övre Lilltjärnen, Hälsingland
Övre Lilltjärnen är en sjö i Bollnäs kommun i Hälsingland och ingår i Ljusnans huvudavrinningsområde.